# Simone Schwarz-Bart
Simone Schwarz-Bart (geb. 1938 in Saintes im französischen Departement Charente-Maritime als Simone Brumant) ist eine französisch-guadeloupische Schriftstellerin. 

## Leben
Simone Schwarz-Bart wurde 1938 geboren. Ihre Eltern stammten ursprünglich aus Guadeloupe. Sie wuchs in einer Familie auf, die sehr eng mit der afrikanischen Kultur verbunden war, und studierte französische Literatur an der Sorbonne in Paris.
Ihre Werke handeln oft von der Geschichte und Kultur der Karibik und der afrikanischen Diaspora. Ihr 1979 veröffentlichter Roman Ti Jean („Kleiner Jean“) handelt von einem jungen schwarzen Mann aus Guadeloupe, der eine Reise durch verschiedene Teile der Welt unternimmt, um seine Identität und seine Wurzeln zu entdecken. Der Roman gilt als eines der bedeutendsten Werke der afro-karibischen Literatur und wird oft in Zusammenhang mit dem Werk La mulâtresse Solitude (Die Mulattin Solitude) ihres Mannes André Schwarz-Bart (1928–2006) genannt.
Das Ehepaar, das 1960 in Paris geheiratet hatte, bekam zwei Söhne, von denen der 1962 geborene Jacques Schwarz-Bart sich als Jazzmusiker etablierte.
Simone Schwarz-Bart engagiert sich auch politisch und setzt sich für die Rechte von Frauen und Minderheiten ein. Sie erhielt verschiedene Ehrungen und Auszeichnungen, darunter den Ordre des Arts et des Lettres. Ihr 1972 veröffentlichter Roman Pluie et vent sur Télumée Miracle erhielt den „Grand prix des lectrices de Elle“ gilt mittlerweile als Schlüsselwerk der westindischen Literatur.
1988 veröffentlichte das Autorenpaar die sechsbändige Enzyklopädie Hommage à la femme noire.

## Werke (Auswahl)
Romane
- Un plat de porc aux bananes vertes (mit André Schwarz-Bart), Seuil, 1967
- Pluie et vent sur Télumée Miracle, Seuil, 1972, premier Grand prix des lectrices de Elle – 1973
  - (dt.) Regen und Wind über der wundertätigen Télumée. Rütten & Loening, Berlin 1975
- Ti Jean l'horizon, Seuil, 1979
  - (dt.) Ti Jean oder die Heimkehr nach Afrika, Roman aus Guadeloupe. Hammer, Wuppertal 1982, ISBN 3-87294-195-X (DDW 4)
- L'Ancêtre en Solitude (mit André Schwarz-Bart), Seuil, 2015
- Adieu Bogota (mit André Schwarz-Bart), Seuil, 2017

Theater
- Ton Beau Capitaine, Seuil, 1987

Essai
- Hommage à la femme noire (mit André Schwarz-Bart), Éditions Consulaires, 1989, 7 vol.

Novellen
- Au fond des casseroles, Espoir et déchirements de l'âme créole, Autrement 41, 1989, S. 174–177.

Erinnerungen
- Nous n'avons pas vu passer les jours (mit Yann Plougastel), Grasset, 2019.